# Jordi de Sant Jordi
Jordi de Sant Jordi, poeta cortesà i militar, va néixer al Regne de València al voltant del 1395 i el 1400. Morí a Ocaña (Toledo) el 18 de juny de 1424, després que hagués atorgat el seu darrer testament uns dies abans, el 12 de juny d'aquell any.
Fill d'un esclau morisc alliberat, fou «un dels lírics més considerables de la literatura catalana anterior a Ausiàs March». Amb altres moriscos alliberats prengué part en l'expedició naval a Sardenya i Còrsega l'any 1420, que partí dels Alfacs, i, en contrast amb ell, formaven part de famílies prestigioses. Tingué el càrrec palatí de cambrer reial i fruí de la protecció d'Alfons el Magnànim. Participà en l'acció de Calvi i en el setge de Bonifacio i, sempre al costat del monarca, entrà a Nàpols, on es trobava el 30 de maig de 1423, quan fou ocupada per Francesc I Sforza, i fou fet presoner, juntament amb molts altres cavallers catalans, valencians i aragonesos. En captivitat escriví el poema Presoner, en què palesa les seves angoixes i el seu enyorament per la vida sumptuosa cortesana i la seva confiança en una prompta alliberació per part del rei. Un cop alliberat, se'n tenen poques notícies. Morí a Ocaña, on ambaixadors de Joan II de Castella i d'Alfons el Magnànim, entre els quals hi era ell, s'entrevistaven per negociar l'alliberament de l'infant Enric d'Aragó.

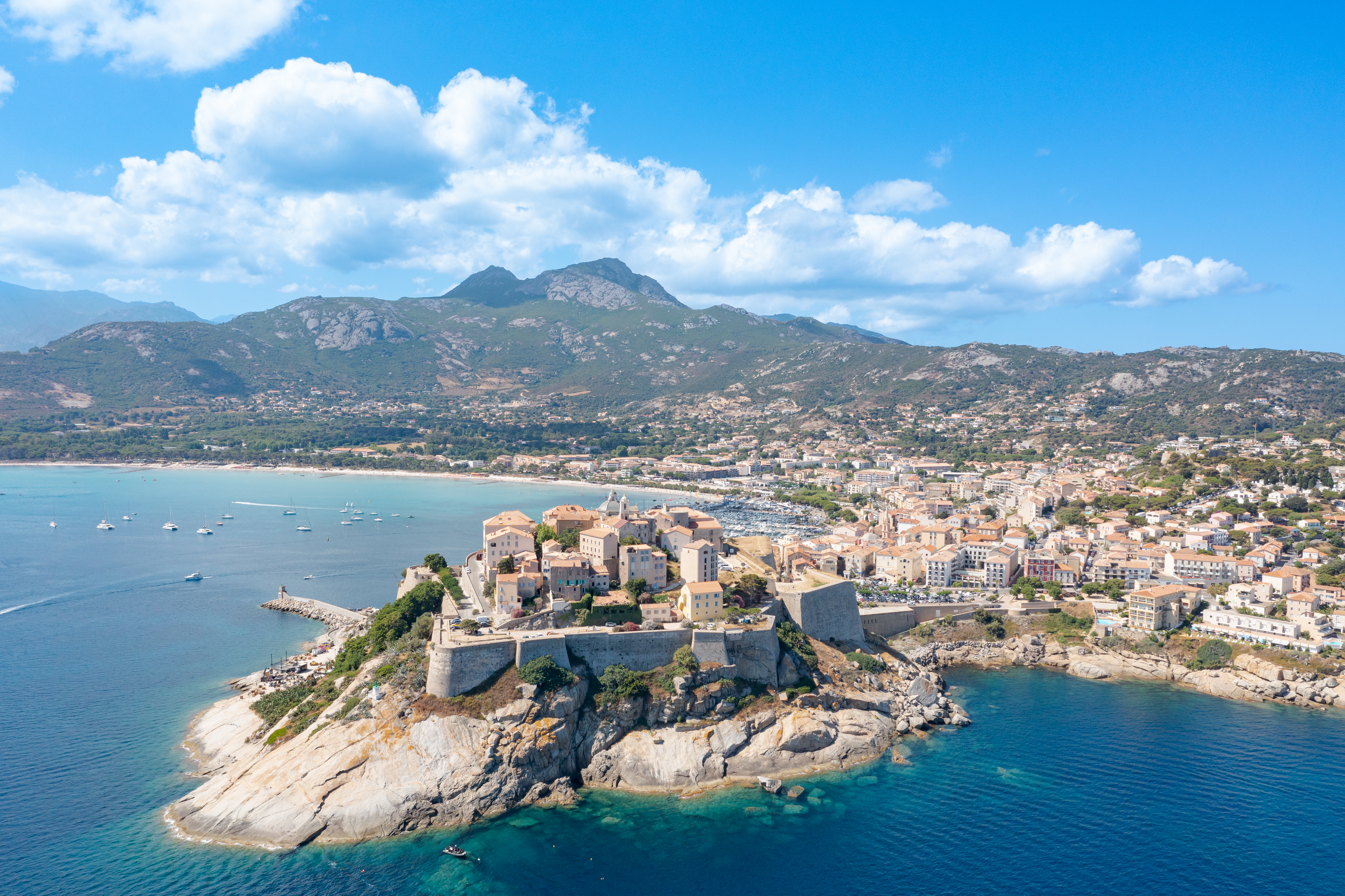
Ciutadella de Calvi, a Còrsega. Jordi de Sant Jordi participà en la presa de la ciutat

## Estil, entre la tradició i la novetat
Poeta eminentment cortesà, apareix vinculat al grup d'escriptors joves que lloen la reina Margarida de Prades, vídua de Martí l'Humà, a la qual sembla referir-se amb els apel·latius «Reina d'honor», «Castell d’honor», o, directament, «margarida», i a qui dedicà algunes de les seves més solemnes cançons, com Midons i segurament els Estramps (o versos sense rima). En aquest ambient es degué relacionar estretament amb Andreu Febrer i amb el marquès de Santillana.
El seu breu cançoner, que no arriba a la vintena de composicions, és essencialment amorós, dins l'actitud encara vinculada a l'amor cortesà trobadoresc, que mantenia la seva vigència i eficàcia en els nuclis postfeudals de Catalunya.
La influència dels grans trobadors del segle xii (Pèire Vidal, Folquet de Marsella i, sobretot, Arnaut Daniel) és palesa en la seva obra poètica.
Sovint s'ha dit que es pot considerar Jordi de Sant Jordi l’últim trobador, ja que el tema principal de la seva poesia és encara en certa manera l’amor cortès, ple d'angoixes per al poeta i d'elogis cap a una dama de més alta posició social i que ell amaga encara sota un «senyal». I en la seva llengua hi són presents els provençalismes. Però també se n'allunya, de la tradició trobadoresca, amb formes, ritmes i mètriques innovadores, més pròximes a les novetats italianitzants, amb influències del gust de Petrarca i ressons del Dant i del dolce stil nuovo.

## Obres
De la seva obra, se n'han conservat 18 poemesː
- "Un cors gentil m'a tant enamorat" / "Debat"
- "Ajustat vey d'Amor tot lo poder" / "Setge d'amor"
- "Deserts d'amichs, de bens e de senyor" / "Presoner"
- "Enuig, enemich de jovent"
- "No m'asalt d'om qu'en tots afars no sia" / "Cobla esparsa"
- "Cant vey li temps camgar e 'nbrunusir"
- "Tots jorns aprench e desaprench ensemps" / "Cançó d'opòsits"
- "Ara hojats, dompnas, que us fau sauber" / "Crida"
- "Dompna, tot jorn vos vau preyan"
- "Enyorament, enuig, dol e desir"
- "No pot ren dir ne far que bé estia" / "L'estat d'honor e d'amor"
- "Sovint sospir, dona, per vós, de lluny" / "Comiat"
- "Axi com son sus l'espera los signes" / "Midons"
- "D'aver lo nom e lo dret tall d'aymia" / "Aimia"
- "En mal poders, enqueres en mal loch"
- "Jus lo front port vostra bella semblança" / "Estramps"
- "Pus que tan be sabetz de cambiar" / "Lo canviador"
- "Tant es li mals que'm fayts soffrir" / "Dansa e escondit"

El seu més bell poema, veritable joia de la lírica catalana, els Estramps, s'obre amb uns versos, solemnes i rotunds, que exposen la idea de les faccions de la dama fixades en la retina de l'amant mort i que eleven a un altíssim to poètic una creença popular segons la qual perdura en la retina, després de traspassar, la imatge de qui ha infringit la mortː la dama, en no correspondre el poeta, que mor per amor (Just lo front port vostra bella semblança / de què mon cors nit e jorn fa gran festa...).
La suau tristor és també una característica de la seva lírica, plena de comiats angoixosos i tendres, de sospirs i d'evocacions en somni, amb enyorament i melangia.
El poeta sovint recorre a expressions i recursos retòrics presos de la lírica italiana de Petrarca, que aleshores començava a difondre's entre els poetes catalans.
En Los enuigs continua la tradició del monjo de Montaudon i de Cerverí de Barcelona (vegeu enueg).
No manquen de gràcia la seva Crida a les dones, pregó adreçat a les dames, i Lo canviador, poema sobre les trampes i argúcies que hom feia en els canvis de la moneda.
La seva Cançó d'opòsits constitueix la renovació d'un vell tema medieval (la contentio de la retòrica llatina, el joc de conceptes oposats)ː Tots jorns aprenc e desaprenc ensems, / e visc e muir, e fau d'enuig plaser [...]. És una larga enumeració de conceptes aparentment contradictoris –e risent plor, e el vetllar m'és dormir / e quan sui frets pus cald me sent que foc [...]–, per als quals pren model de diversos trobadors i del Petrarca més retòric.

## La llengua
La seva llengua és encara un valencià en el qual són abundosos els provençalismes lèxics i de flexió, però sobre una base que sembla fonamentalment valenciana.

## Recreacions
Alguns dels seus poemes han estat bellament musicats per Rafael Subirachs (Estramps, Un cors gentil m'à tant enamorat...) i Raimon (Presoner, també conegut amb el títol de Desert d'amics, i Cançó d'opòsits).

### Llibres
- Obres poètiques de Jordi de Sant Jordi (Barcelona: L'Avenç / Madrid: Murillo, 1902)
- Jordi de Sant Jordi, poesies, estudi crític i edició de Martí de Riquer (Barcelona: Llibreria Catalonia, 1935)
- Jordi de Sant Jordi. Poesies completes (Barcelona: Curial Edicions Catalanes, 1974)
- Jordi de Sant Jordi. Obra lírica (Barcelona: Edicions 62, 1982)
- Les poesies de Jordi de Sant Jordi, cavaller valencià del segle XV, a cura de Martí de Riquer i Lola Badia (València: Edicions Tres i Quatre, 1984)
- Jordi de Sant Jordi. Obra poètica (València: Edicions Alfons el Magnànim, 1994), descatalogat.
- Gilabert de Próixita, Jordi de Sant Jordi i Andreu Febrer. Obra Lírica (Barcelona: Edicions 62, MOLC, 1994)
- Antologia poètica (València: L'Oronella/Serveis Editorials Valencians, 2002)
- Jordi de Sant Jordi, Poesies. Edició crítica a cura d'Aniello Fratta (Barcelona: Editorial Barcino, 2005)
- Tres poetes valencians del Segle d'Or. Jordi de Sant Jordi, Ausiàs March, Joan Roís de Corella (Alzira: Edicions Bromera, 2007)
- Cap home és visible, recull de poesia medieval versionada per Dolors Miquel en català modern, inclou Jordi de Sant Jordi (Barcelona: Edicions 62, 2010)
- Jordi de Sant Jordi, Poesia. Edició en original amb versió en català modern de Carles Duarte. Edició crítica d'Aniello Fratta (Barcelona: Editorial Barcino, Tast dels Clàssics 1, 2011)

i en traducció a altres idiomes.

### Àlbums de poesia musicada
i en CD, hi ha alguns poemes musicats en:
- Rafael Subirachs Si com l'infant quan aprèn de parlar. Cicle de cançons sobre poesies del Segle d´Or català (s.XIV), sobre textos de Francesc de la Via, Jordi de Sant Jordi i Ausiàs March (Barcelona: Ariola, 1978)[8]

- Raimon Clàssics i no (Sabadell: Picap, 2003)